# Стефан Хаджикостов
Стефан Георгиев Хаджикостов (изписване до 1945 година: Стефанъ Георгиевъ хаджи Костовъ) е български революционер, деец на Вътрешната македоно-одринска революционна организация и Вътрешната македонска революционна организация.

## Биография
Роден е в 1882 година в северния македонски град Кратово, тогава в Османската империя. Още малък в 1892 година постъпва във ВМОРО и служи като връзка между градското ръководство и Кратовската околийска чета. Пренася оръжие и муниции. По-късно става нелегален четник и по време на Балканската война участва в Плавишкото сражение при Черни връх и Плавица със съединените чети на Славко Абазов, Дончо Ангелов и Стоян Мишев. След установяването на сръбската власт, в 1913 година Хаджикостов е арестуван заедно с Анастас Абазов и други видни български дейци в Кратово.
След освобождението си се връща в Кратово и става ръководител на българската революционна организация в Кратовско. В 1915 година действа с четата на Стоян Леков и Дончо Ангелов.
След избухването на Първата световна война, по заповед на Тодор Александров, организира масовото бягство на подлежащи на военна служба младежи в България. Издаден от шпионин, е принуден да стане нелегален. През февруари 1915 година навлиза с чета от България в Кратовско, за да накаже шпиони. Открит е обкръжен сам в града и в избухналата престрелка успява да убие сръбския жандармерийски наредник Якшич Боркевич и да избяга. През март навлиза отново с нова чета и в местността Жгури убива сръбския войвода и главорез Перо Нешич. При намесата на България във войната под войводството на Дончо Ангелов заема Лесново, Злетово и Кратово.
По случай 15-ата годишнина от Илинденско-Преображенското въстание за заслуги към постигане на българския идеал в Македония в 1918 година е награден с орден „За военна заслуга“ VI степен с корона.
След края на войната се изтегля в България и още след месец навлиза с чета в Кратовско. В 1920 година навлиза отново и успява да изтегли и семейството си в Кюстендил.
На 16 февруари 1943 година, като жител на Кюстендил, подава молба за българска народна пенсия, заради „заслуги за свободата на Македония и обединението на целокупното българско отечество“, подписана от Васил Алексов Трайков, Тошо Георгиев Тошов и Григор Манев Иванов от Кратово. Молбата е одобрена и пенсията е отпусната от Министерския съвет на Царство България.
В 1944 година заедно с Мите Опилски Хаджикостов създава и оглавява Кратовската контрачета за борба с комунистическите партизани във Вардарска Македония.